# El aire de un crimen
Pour plus de détails, voir Fiche technique et Distribution.
El aire de un crimen est un film espagnol réalisé par Antonio Isasi-Isasmendi, sorti en 1988.

## Synopsis
Dans l'Espagne des années 1950, un cadavre appartenant à un étranger est trouvé dans le village de Bocentellas, situé sur le territoire de la « Región ». Alors que le magistrat arrive, le cadavre est remplacé par un autre.

## Fiche technique
- Titre : El aire de un crimen
- Réalisation : Antonio Isasi-Isasmendi
- Scénario : Gabriel Castro, Antonio Isasi-Isasmendi et Jorge Rodríguez del Álamo d'après le roman L'Air d'un crime de Juan Benet
- Musique : Francisco Aguarod et Luis Fatás
- Photographie : Juan Gelpí
- Montage : Amat Carreras
- Production : Antonio Isasi Jr.
- Société de production : Isasi et Televisió de Catalunya
- Pays de production :  Espagne
- Genre : Policier et drame
- Durée : 119 minutes
- Dates de sortie : 
  - Espagne : 28 octobre 1988

## Distribution
- Francisco Rabal : le colonel Olvera
- Maribel Verdú : La Chiqui
- Germán Cobos : Amaro
- Chema Mazo : le capaitaine Medina / M. Vázquez
- María José Moreno : La Tacón
- Miguel Rellán : le docteur Sebastián
- Agustín González : Juez
- Pedro Beltrán : Alcalde
- Rafaela Aparicio : Tinacia Mazón
- Ovidi Montllor : Domingo Cuadrado
- Pep Corominas : le blond
- Alfred Lucchetti : Peris
- Paco De Osca : le paysan
- Terele Pávez : la femme du paysan
- Ramoncín : Luis Barceló
- Fernando Rey : Fayón
- Carles Canut : Cosario
- Juan Margallo : le garçon du bodega
- Manuel Bronchud : Sargento
- Francisco Jarque : Modesto
- Gabriel Latorre : Carmelo Vales
- Arnau Vilardebó : le fils d'Amaro
- Maribel Chueca : la fille d'Amaro
- Luis Ciges
- Antonio Gamero : le voisin de Bocentellas
- Pep Castells : Ventura Palacios
- Marta Flores : la propriétaire de la pension
- Josep Peñalver : le concierge
- Llàtzer Escarceller : le boiteux
- Emilio Lacambra
- Pedro Avellaned
- Javier Gómez de Pablo

## Distinctions
Le film a été nommé pour le prix Goya du meilleur scénario adapté.